# Madalena de Lippe
Madalena de Lippe (em alemão, Magdalena zur Lippe; Detmold, 25 de fevereiro de 1552 - Darmstadt, 26 de fevereiro de 1587) foi a primeira condessa-consorte de Hesse-Darmstadt.

## Família
Madalena era a segunda filha do duque Bernardo VII de Lippe e da duquesa Catarina de Waldeck-Eisenberg. Os seus avós paternos eram o duque Simão V de Lippe e Walpurge de Bronckhorst. Os seus avós maternos eram o duque Filipe III de Waldeck-Eisenberg e a princesa Ana de Cleves.

## Casamento e descendência
Madalena casou-se com o Madalena casou-se com o marquês Jorge I de Hesse-Darmstadt no dia 17 de agosto de 1572. Juntos tiveram dez filhos:
- Filipe Guilherme de Hesse-Darmstadt (nascido e morto no dia 16 de junho de 1576);
- Luís V de Hesse-Darmstadt (24 de setembro de 1577 - 27 de julho de 1626), casado com a marquesa Madalena de Brandemburgo; com descendência;
- Cristina de Hesse-Darmstadt (25 de fevereiro de 1578 - 26 de março de 1596), casada com o conde Frederico Magno de Erbach; sem descendência;
- Isabel de Hesse-Darmstadt (29 de novembro de 1579 - 17 de julho de 1655), casada com o duque João Casimiro de Nassau-Saarbrücken; sem descendência;
- Maria Hedvig de Hesse-Darmstadt (2 de dezembro de 1580 - 12 de setembro de 1582), morreu aos vinte e um meses de idade;
- Filipe III de Hesse-Butzbach (26 de dezembro de 1581 - 28 de abril de 1643), casado primeiro com Ana Margarida de Diepholz; sem descendência. Casou-se depois com Cristina Sofia da Frísia Oriental; sem descendência;
- Ana de Hesse-Darmstadt (3 de março de 1583 - 13 de setembro de 1631), casada com Alberto Otão I, Conde de Solms-Laubach; sem descendência;
- Frederico I, Conde de Hesse-Homburgo (5 de março de 1585 - 9 de maio de 1638), casado com Margarida de Leiningen-Westerburg; com descendência;
- Madalena de Hesse-Darmstadt (5 de maio de 1586 - 23 de outubro de 1586), morreu com cinco meses de idade;
- João de Hesse-Darmstadt (nascido e morto a 22 de fevereiro de 1587).